# Rudolfstetten-Friedlisberg
Rudolfstetten-Friedlisberg é uma comuna da Suíça, no Cantão Argóvia, com cerca de 3.846 habitantes. Estende-se por uma área de 4,90 km², de densidade populacional de 785 hab/km². Confina com as seguintes comunas: Bergdietikon, Berikon, Birmensdorf (ZH), Urdorf (ZH), Widen.
A língua oficial nesta comuna é o Alemão.